# Beige Book
Das Beige Book (englisch für beigefarbenes Buch) ist ein erstmals 1971 unter Arthur F. Burns erstellter Konjunkturbericht der USA. Es ist eine Zusammenfassung von Kommentaren der zwölf regionalen Zentralbanken der USA über die aktuellen wirtschaftlichen Bedingungen in ihrer Region. Es wird acht Mal pro Jahr von der US-Notenbank Fed veröffentlicht, jeweils zwei Wochen vor der nächsten Sitzung des Offenmarktausschusses. Die Kommentare bestehen aus Einschätzungen der Bankdirektoren und Befragungen von Ökonomen, Marktexperten, Firmenlenkern und anderen Quellen zur aktuellen Wirtschaftslage.